# Fuente la Reina
Pour les articles homonymes, voir Font et Reina (homonymie).
Fuente la Reina, en castillan et officiellement (La Font de la Reina en valencien), est une commune d'Espagne de la province de Castellón dans la Communauté valencienne. Elle est située dans la comarque de l'Alto Mijares et dans la zone à prédominance linguistique castillane.

## Géographie

Localisation de Fuente la Reina
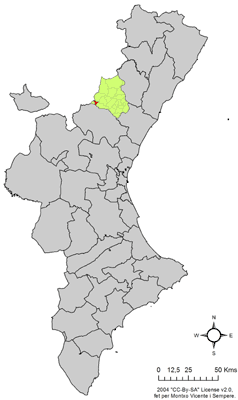
dans la Communauté valencienne.
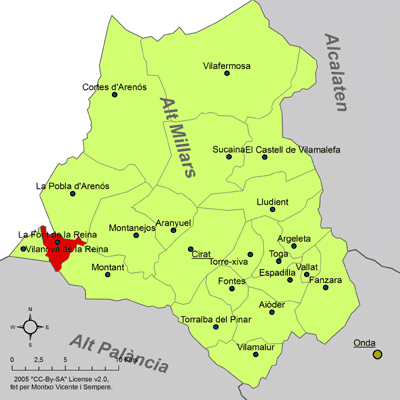
dans la comarque de l'Alto Mijares.